# Sardinian Anglo-Arab
Sardinia, Sardinia Anglo-Arab, tiếng Ý: Anglo-Arabo Sardo hoặc AAS, là một giống ngựa của đảo Sardinia của Địa Trung Hải, nơi nó được chọn lọc trong hơn một trăm năm. Nó có nguồn gốc từ lai giống ngựa thuần chủng với ngựa Sardinia mang dòng giống ngựa Ả Rập.

## Lịch sử
Năm 1874 Trạm quân đội Ozieri Remount được thành lập để cung cấp ngựa cưỡi cho các đơn vị kỵ binh của quân đội Ý. Để tạo ra những con ngựa phù hợp với kỵ binh, những con ngựa bản địa Sardinia được lai với ngựa giống phương Đông, giống như giống cơ bản Osmanié, và bắt đầu từ năm 1883, cùng với ngựa giống Anglo-Arabian của Pháp.
Năm 1915, đại úy Grattarola, giám đốc của Trạm Ozieri Remount, tiếp tục công việc bằng cách lai tạo 600 con ngựa có sẵn tốt nhất với ngựa giống Purosangue Orientale, sử dụng các con ngựa giống Abbajan Sciarragh, Talata u Kamsin và Etnen u Kamsin. mua trực tiếp từ bộ lạc sa mạc Bedouin. Sau đó, ngựa giống Thoroughbred bắt đầu được phối giống với ngựa của tổ tiên Sardinia và phương Đông hỗn hợp. Một con ngựa giống Thoroughbred là Rigogolo (con của ngựa Havresac II).
Một mục tiêu tối thiểu 25% giống Ả Rập đã được thiết lập. Năm 1967, giống ngựa này được đặt tên chính thức là “Anglo-Arabo Sardo” (viết tắt là AAS). Gần đây hậu tố "sardo" đã bị loại bỏ và giống này ngày càng được quảng bá như một giống ngựa Anglo-Arabian.